# Casino (film)
Casino is een Amerikaanse film uit 1995 van regisseur Martin Scorsese. De film is gebaseerd op het gelijknamige boek van Nicholas Pileggi, die meewerkte aan het scenario. Robert De Niro speelt "Ace" Rothstein, een uitstekende gokker die door enkele maffiabazen naar Las Vegas wordt gestuurd om hun illegale praktijken in het "Tangiers Casino" te leiden. Het verhaal is gebaseerd op Frank "Lefty" Rosenthal, die tussen 1970 en 1980 enkele casino's leidde in dienst van de maffia.
De film staat bekend om zijn opvallende cinematografie. De opnames vonden voornamelijk 's nachts in een echt casino plaats. Als basis voor de stijl en het uiterlijk van de film baseerde regisseur Martin Scorsese zich onder meer op Ocean's Eleven uit 1960.
De film viel ook enkele keren in de prijzen. Hij werd genomineerd voor een Academy Award en twee Golden Globes, waarvan hij er één kon verzilveren.

## Verhaal
Reeds in de jaren 70 verdient Sam Rothstein, bijgenaamd Ace, hopen geld in dienst van de maffia. Wanneer de oude maffiabazen ook in Las Vegas geld willen gaan verdienen, lijkt Ace de geschikte persoon om hen te helpen. De gangsters bezitten het Tangiers Casino en willen dat Ace dat casino gaat leiden. Hij heeft tenslotte nog steeds veel verstand van gokken.
Om hem te helpen en om een oogje in het zeil te houden, sturen de gangsters ook Nicky Santoro naar Las Vegas. Hij is een gevaarlijke crimineel, die bereid is om mensen te vermoorden indien nodig. Nicky moet Ace beschermen, zodat hij onder alle omstandigheden geld kan blijven verdienen.
In het begin lopen de zaken vlot. Ace verdient met zijn casino veel geld, waardoor ook de bazen buiten Las Vegas tevreden zijn. Maar dan verschijnt plots Ginger in het leven van Ace. Hij wordt meteen verliefd op de mooie Ginger, die in ruil voor geld tot alles in staat is. Ginger wordt ook verliefd, maar niet op Ace. Ze wordt verliefd op zijn vermogen.
Ace verblindt haar met de schoonheid van zijn luxe en kan haar zelfs overreden om met hem te trouwen. Ondertussen blijft Ginger contact houden met haar ex-pooier, Lester Diamond. Lester is, in tegenstelling tot Ace, arm en verslaafd aan de drugs. Ace probeert Ginger weg te houden van Lester, maar lijkt daar niet echt in te slagen.
Ondertussen gaan de zaken in het casino steeds slechter. De bazen willen meer geld, Ace verdient steeds minder en Nicky zorgt bovendien nog voor een heleboel andere problemen. Hij vermoordt mensen en trekt hierdoor de aandacht van de FBI. Wanneer Ace vervolgens ook nog officieel uit zijn casino wordt gezet, lijkt het einde nabij.
Nicky en Ace maken voortdurend ruzie en op de koop toe slaapt nu ook Nicky met Ginger. Ace roept de hulp in van de gangsterbazen, maar dan is het al te laat. De FBI grijpt in en arresteert de maffiabazen. Nicky laat een bom plaatsen in de auto van Ace, maar de bom is niet krachtig genoeg om Ace te doden. Nicky zelf wordt ook zwaar aangepakt. De maffiabazen nemen het hem kwalijk dat hij de aandacht van de FBI heeft opgezocht. In ruil voor die fout wordt hij vermoord door zijn eigen mannen. Ginger heeft Ace verlaten en sterft in de gang van een goedkoop hotel aan een vergiftigde dosis drugs.

## Rolverdeling
| Acteur         | Personage           |
| -------------- | ------------------- |
| Robert De Niro | Sam "Ace" Rothstein |
| Sharon Stone   | Ginger McKenna      |
| Joe Pesci      | Nicky Santoro       |
| Frank Vincent  | Frank Marino        |
| James Woods    | Lester Diamond      |
| Kevin Pollak   | Philip Green        |
| Don Rickles    | Billy Sherbert      |

## Prijzen

### Academy Awards

#### Genomineerd
- Best Actress in a Leading Role - Sharon Stone

### Golden Globes

#### Genomineerd
- Best Director - Motion Picture - Martin Scorsese

#### Gewonnen
- Best Performance by an Actress in a Motion Picture - Drama - Sharon Stone

## Trivia
- De film maakt gebruik van drie verschillende voice-overs. De eerste is van Ace Rothstein (De Niro), de tweede van Nicky Santoro (Pesci). Heel even heeft ook Frank Marino (Vincent) een voice-over.
- Madonna, Nicole Kidman, Michelle Pfeiffer en Melanie Griffith zijn maar enkele van de vele actrices die de rol van Ginger McKenna wilden. Regisseur Martin Scorsese gaf de rol uiteindelijk aan Sharon Stone.
- Het personage Nicky Santoro is gedeeltelijk gebaseerd op gangster Tony Spilotro.
- De gewezen rechterhand van Spilotro, Frank Cullotta, pleegde vroeger moorden in dienst van Spilotro. Hij speelt op het einde van de film heel even een huurmoordenaar. Cullotta diende op zijn beurt weer als basis voor het personage Frank Marino van Frank Vincent.
- Zowel in Raging Bull (1980) als in Goodfellas (1990) wordt het personage van Frank Vincent in elkaar geslagen door het personage van Joe Pesci. In deze film zijn de rollen omgekeerd.
- De film is gebaseerd op een boek van schrijver Nicholas Pileggi. De opnames van de film waren echter al bezig nog voor het boek af was.
- Pileggi schreef ook het boek waarop Goodfellas gebaseerd is. Goodfellas is eveneens een film van Scorsese en De Niro, Pesci en Vincent spelen allemaal een rol in die film.
- De opnames vonden plaats in een echt casino en er werd enkel 's nachts gefilmd. Het casino heette Las Vegas Valley en werd na de opnames afgebroken.
- De buitenkant van het Tangiers Casino was in werkelijkheid de buitenkant van het Landmark Hotel.
- De begintitels van de film werden ontworpen door Saul Bass.
- Jean-Pierre en Luc Dardenne vinden deze film een belangrijke inspiratiebron voor hun carrière.